# Paladru
Paladru este o comună în departamentul Isère din sud-estul Franței. În 2009 avea o populație de 817 de locuitori.

## Evoluția populației
| An        | 1975 | 1982 | 1990 | 1999 | 2006 | 2009 |
| --------- | ---- | ---- | ---- | ---- | ---- | ---- |
| Populație | 471  | 480  | 560  | 642  | 763  | 817  |